# Culicoides cleaves
Culicoides cleaves är en tvåvingeart som beskrevs av Liu 1995. Culicoides cleaves ingår i släktet Culicoides och familjen svidknott.
Artens utbredningsområde är Hainan (Kina). Inga underarter finns listade i Catalogue of Life.